# Отишич
Отишич (хорв. Otišić) — населений пункт у Хорватії, у Сплітсько-Далматинській жупанії у складі міста Врлика.

## Населення
Населення за даними перепису 2011 року становило 23 осіб.
Динаміка чисельності населення поселення:

## Клімат
Середня річна температура становить 10,86 °C, середня максимальна – 24,62 °C, а середня мінімальна – -4,08 °C. Середня річна кількість опадів – 959 мм.
| Клімат поселення                              | Клімат поселення | Клімат поселення | Клімат поселення | Клімат поселення | Клімат поселення | Клімат поселення | Клімат поселення | Клімат поселення | Клімат поселення | Клімат поселення | Клімат поселення | Клімат поселення | Клімат поселення |
| Показник                                      | Січ.             | Лют.             | Бер.             | Квіт.            | Трав.            | Черв.            | Лип.             | Серп.            | Вер.             | Жовт.            | Лист.            | Груд.            |                  |
| Середній максимум, °C                         | 8,24             | 8,84             | 12,05            | 15,71            | 20,16            | 24,06            | 24,62            | 24,53            | 20,50            | 16,22            | 11,14            | 8,18             |                  |
| Середня температура, °C                       | 2,08             | 2,68             | 5,88             | 9,56             | 14,02            | 17,91            | 20,14            | 20,01            | 16,00            | 11,72            | 6,63             | 3,68             |                  |
| Середній мінімум, °C                          | −4,08            | −3,47            | −0,27            | 3,40             | 7,86             | 11,75            | 15,62            | 15,51            | 11,49            | 7,18             | 2,12             | −0,86            |                  |
| Норма опадів, мм                              | 76               | 69               | 74               | 83               | 70               | 70               | 48               | 60               | 87               | 102              | 120              | 100              |                  |
| Середньомісячна швидкість вітру, м/с          | 2.13             | 2.40             | 2.57             | 2.50             | 2.24             | 1.98             | 1.98             | 1.84             | 2.00             | 2.06             | 2.39             | 2.41             |                  |
| Середньомісячна сонячна радіація, кДж/м²·день | 5329             | 8054             | 11684            | 16049            | 19796            | 22385            | 24033            | 21055            | 15685            | 10294            | 5814             | 4550             |                  |
| --------------------------------------------- | ---------------- | ---------------- | ---------------- | ---------------- | ---------------- | ---------------- | ---------------- | ---------------- | ---------------- | ---------------- | ---------------- | ---------------- | ---------------- |
| Джерело:                                      |                  |                  |                  |                  |                  |                  |                  |                  |                  |                  |                  |                  |                  |